# HMS Foresight (H68)
Pour les autres navires du même nom, voir HMS Foresight.
Le HMS Foresight (pennant number H68) est un destroyer de classe F lancé pour la Royal Navy en 1934. 

## Conception
Le Foresight est commandé, dans le cadre du programme naval de 1932, le 17 mars 1933 pour le chantier naval de Cammell Laird de Birkenhead en Angleterre. La pose de la quille est effectuée le 21 juillet 1933, le Foresight est lancé le 29 juin 1934 et mis en service le 15 mai 1935.
Il est parrainé par la communauté civile de Penzance dans les Cornouailles, dans le cadre de la Warship Week (semaine des navires de guerre) en Novembre 1941.
Le Foresight est un des 9 navires de la classe F, version allongée de la classe A de 1927 et sur la classe D précédente, permettant d'améliorer leur endurance. La classe F est une répétition de la  classe E avec quelques différences mineures Ses quatre canons, en affût simple, sont de 120 mm (4,7 pouces). Ils sont superposés deux à la proue et les deux autres à la poupe. Deux plateformes de tubes lance-torpilles quadruples de 533 mm sont présentes dans l'axe du navire, installées après les deux cheminées et séparées par une plateforme projecteur. Il n'est pas équipé à l'origine comme dragueur de mines.
Les destroyers des classes F déplacent 1 405 Long tons (1 428 t) en charge normale et 1 940 Long tons (1 970 t) en pleine charge. Ils ont une longueur totale de 100,3 mètres, une largeur de 10,1 mètres et un tirant d'eau de 3,8 mètres. Ils sont propulsés par deux turbines à vapeur à engrenages Parsons, chacune entraînant un arbre d'hélice, utilisant la vapeur fournie par trois chaudières à trois tambours Almirauty qui fonctionnent à une pression de 20,7 bar (300 psi) et à une température de 327 °C. Les turbines développent une puissance totale de 36 000 chevaux-vapeur (27 000 kW) et atteignent une vitesse maximale de 35,5 nœuds (65,7 km/h). Les destroyers transportent un maximum de 470-480 tonnes de mazout, ce qui leur donne une autonomie de 6 350 milles marins (11 760 km) à 15 noeuds (28 km/h).L'effectif du navire est de 145 officiers et matelots.
Une modernisation de temps de guerre est opérée dès 1940. À partir de mai 1940, le banc arrière des tubes de torpilles est retiré et remplacé par un canon antiaérien QF de 12 livres 20-cwt, le mât arrière et la cheminée étant coupés pour améliorer le champ de tir du canon. Quatre à huit canons Oerlikon QF de 20 mm sont ajoutés aux navires survivants, remplaçant généralement les supports de mitrailleuse de calibre .50 entre les cheminées. Au début de la guerre, le stockage des grenades sous-marines est passé à 38. En 1943, on lui enlève son canon "Y" sur le pont arrière pour permettre un stockage supplémentaire de grenades sous-marines et l'installation de deux lanceurs de grenades sous-marines supplémentaires. Le canon de 12 livres est retiré pour permettre l'installation d'un radiogoniomètre Huff-Duff sur un mât principal court et pour permettre le stockage de charges sous-marines supplémentaires. On remplace son canon "A" ou "B" par un mortier Hedgehog anti-sous-marin, et sa tour de contrôle et son télémètre au-dessus du pont sont retirés en échange d'un radar de repérage de cible Type 271. Un radar de recherche de surface à courte portée de type 286, adapté du radar ASV de la Royal Air Force, est également ajouté.

## Histoire
Tous les destroyers de classe F sont affectés à la 6e flottille de destroyers (6DF) de la Home Fleet (flotte intérieure), et, contrairement à ses navires-jumeaux (sister ships), le Foresight ne quitte pas les eaux territoriales au cours des années 1930. La 6e flottille de destroyers est renommée 8e flottille de destroyers (8DF) en avril 1939, et la Foresight y est reste assignée jusqu'en juillet 1940. 

### Seconde Guerre mondiale
La Seconde Guerre mondiale commence en septembre et le Foresight est chargé d'escorter les Capital ships (les plus grands et importants navires) de la flotte pendant cette période. Le Foresight joue un rôle mineur dans la campagne de Norvège au début de 1940.
Fin juin, la 8e flottille de destroyers reçoit l'ordre de se rendre à Gibraltar où elle doit former les escortes de la Force H. Quelques jours plus tard, elle participe à l'attaque contre les navires français de Vichy de Mers-el-Kébir qui y sont stationnés. Le 13 septembre, la Force H a rendez-vous avec un convoi qui transporte des troupes destinées à s'emparer de Dakar aux mains des Français de Vichy. Dix jours plus tard, ils attaquent Dakar où le Foresight et le destroyer Inglefield coulent le sous-marin français Persée et le Foresight coule le sous-marin français Bévéziers le 25. Il rentre à sa base pour être remis en état après la bataille et il est endommagé par un quasi-accident lors d'un raid aérien allemand sur Liverpool dans la nuit du 21 au 22 décembre.
Le 31 janvier 1941, la Force H, y compris le Foresight, quitte Gibraltar pour mener à bien l'opération Picket, une attaque nocturne à la torpille infructueuse menée par huit avions Fairey Swordfish du porte-avions Ark Royal sur le barrage de Tirso en Sardaigne. Les navires britanniques retournent à Gibraltar le 4 février et commencent à préparer l'opération Grog, un bombardement naval de Gênes, qui est mené avec succès cinq jours plus tard. Deux mois plus tard, le Foresight escorte le Ark Royal alors qu'il navigue vers l'île assiégée de Malte, près de la Sicile, le 3 avril et de nouveau le 27. Le mois suivant, il fait partie de l'escorte, avec cinq autres destroyers, du cuirassé Queen Elizabeth et des croiseurs légers Naiad, Fiji et Gloucester qui rejoignent la Mediterranean Fleet (flotte méditerranéenne). Cela fait partie de l'opération Tiger qui comprend un convoi de ravitaillement amenant des chars en Égypte et le transfert de navires de guerre vers et depuis la flotte méditerranéenne. Le Foresight et ses sister ships font installer leur équipement de dragage de mines à deux vitesses (Two-Speed Destroyer Sweep ou TSDS) pour leur permettre de servir de dragueurs de mines rapides en route vers Malte. Malgré cela, un navire marchand est coulé par des mines et un autre endommagé. Plus tard dans le mois, il escorte les navires de la Force H à la recherche du cuirassé allemand Bismarck et du croiseur lourd Prinz Eugen dans l'Atlantique Nord après la bataille du détroit du Danemark le 23 mai. Le 14 juin, le Foresight escorte une autre mission de transport d'avions vers Malte. Deux jours plus tard, après que les forceurs de blocus allemands aient atteint la France, la Force H se repliée dans l'Atlantique pour rechercher d'autres forceurs de blocus. Avec ses sister ships Faulknor, Fearless, Forester et Foxhound, le Foresight aide à couler le sous-marin allemand U-138 le 18 juin. Le navire participe à un autre convoi (opération Substance) de Malte fin juillet, au cours duquel il doit saborder sa sister ship Fearless, après qu'il est immobilisé par une torpille lancée par un bombardier-torpilleur italien Savoia-Marchetti SM.79 le 23 juillet. Le Foresight continue à escorter les navires de la Force H jusqu'en octobre, après avoir participé à un autre convoi vers Malte, l'opération Halberd. Au cours de cette opération, le navire sert de nouveau de dragueur de mines rapide, avec plus de succès que la dernière fois qu'il ne l'avait fait.
La 8e flottille de destroyers retourne en Grande-Bretagne après l'opération Halberd et reprend sa tâche précédente d'escorter les navires de la Home Fleet pendant les six mois suivants. Au début du mois d'avril 1942, le Foresight, le Forester et le croiseur léger Edinburgh font partie de l'escorte rapprochée du convoi PQ 14, à destination de Mourmansk, puis de l'escorte rapprochée du convoi QP 11, revenant de Mourmansk en Islande, lorsque le Ediburgh est torpillé le 29 avril. Les deux coups reçus rendent sa conduite impossible et il doit être remorqué par les 2 destroyers. Deux jours plus tard, ils sont attaqués par trois destroyers allemands qui endommagent gravement les deux destroyers et lancent une autre torpille sur le Edinburgh, le paralysant. L'attaque a fait huit morts et onze blessés pendant la bataille. Les deux destroyers embarquent les survivants du croiseur et le Foresight saborde le croiseur avec une torpille. Temporairement réparées à Mourmansk, les 2 sister ships font partie de l'escorte du croiseur léger Trinidad pour rentrer à leurs bases en mai. Sur le chemin, le Trinidad doit être sabordé le 15 mai par le destroyer Matchless après avoir été incendié par un bombardier allemand. Le Foresight  passe le mois de juin en réparation.

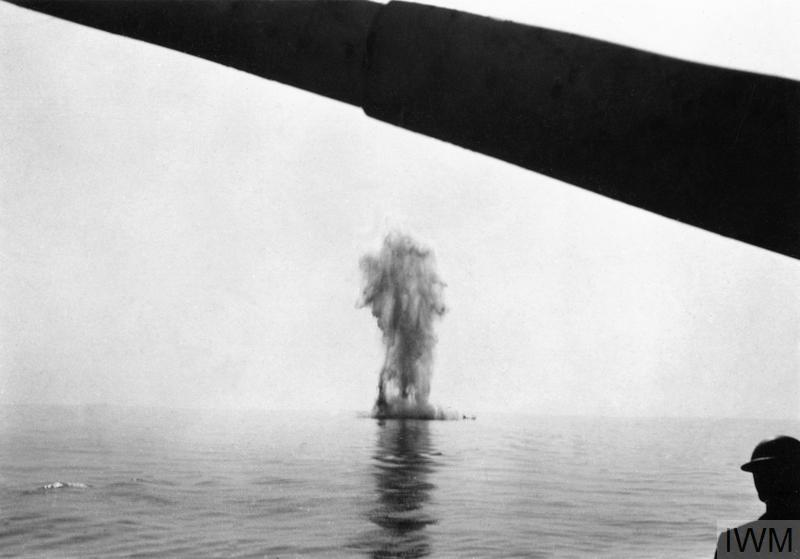
Le Foresight sabordé par les torpilles de HMS Tartar

Le Foresight est affecté à la force d'escorte du convoi pour l'opération Pedestal, un convoi lourdement escorté vers Malte en août. Le 12, elle a été torpillée par un bombardier-torpilleur italien Savoia-Marchetti SM.79 à 18h45; le coup lui a brisé la poupe, abîmant sa direction et tuant un officier et trois matelots. Lorsque le destroyer HMS Tartar arrive, le Foresight ne peut plus avancer qu'à deux nœuds (3,7 km/h) et un câble de remorquage est fixé à 19h30. Peu de temps après, le câble de remorquage heurte l'hélice tribord du Tartar; un autre câble est gréé à 20h40, mais il a dû être décroché lorsqu'une force inconnue composée d'un croiseur et de deux destroyers a été repérée à bout portant. Vers 22h30, le Foresight est amarré le long du Tartar jusqu'à 5h15 le lendemain, lorsque les câbles se sont rompus. Un autre câble de remorquage est installé à 6h10, mais il a été largué lorsqu'un périscope de sous-marin a été repéré à 9h30 et que le Tartar a largué des grenades sous-marines par mesure de précaution, même si son ASDIC n'a détecté aucun sous-marin. À peu près au même moment, plusieurs avions des forces de l'Axe sont aperçus et le commandant du Tartar a pensé que la probabilité d'une attaque est maintenant trop élevée pour continuer. Il fait transvaser à son bord les 181 membres d'équipage survivants et saborde le Foresight avec des torpilles à 9h55 à la position géographique de 37° 40′ N, 10° 00′ E;

### Honneurs de bataille
- ATLANTIC 1941
- MEDITERRANEAN 1941
- MALTA CONVOYS 1941-42
- ARCTIC 1942

### Participation auxconvois
Le Foresight a navigué avec les convois suivants au cours de sa carrière:
1. Convoi Halberd
2. Convoi Tiger
3. Convoi HG 34FA
4. Convoi HG 74
5. Convoi OG 70
6. Convoi OG 75
7. Convoi PQ 13
8. Convoi PQ 14
9. Convoi QP 9
10. Convoi QP 11
11. Convoi SL/MKS 92
12. Convoi TC 3
13. Convoi WS 2
14. Convoi WS 11XG
15. Convoi WS 12Z

### Commandement
- Lieutenant Commander (Lt.Cdr.) Geoffrey Thornton Lambert (RN) du 5 janvier 1938 au 14 janvier 1941
- Commander (Cdr.) Jocelyn Stuart Cambridge Salter (RN) du 14 janvier 1941 au 3 juillet 1942
- Lieutenant Commander (Lt.Cdr.) Robert Augustus Fell (RN) du 3 juillet 1942 au 12 août 1942